# Парк пам'яті Великої синагоги в Освенцимі
Парк пам'яті Великої синагоги в Освенцимі — це меморіальний парк, присвячений Великій синагозі в Освенцимі, Польща. Синагога була зруйнована на початку Другої світової війни.

## Місце розташування
Парк розташований на вулиці Берека Йоселевича в Освенцимі, недалеко від Ринкової площі, на березі річки Сола.

## Історія
У 1939 році Велика синагога в Освенцимі-найбільший Єврейський храм у місті — була підпалена, а потім зруйнована нацистськими окупантами. Після війни синагога не була відновлена. Місце, де стояла синагога, залишилося порожнім як свідчення подій війни. З роками порожню територію, раніше займану синагогою, зайняли дерева і чагарники.
Через вісімдесят років після руйнування синагоги жителі Освенцима вирішили створити в цьому районі парк пам'яті і спогадів. Проект був ініційований єврейським центром Аушвіц в Освенцімі і здійснений завдяки збору коштів, в якому взяли участь жителі Освенцима, місцеві підприємці, державні установи, а також нащадки євреїв з Освенцима.

## Архітектура і символізм

### Архітектура
У парку є меморіальні дошки, що розповідають про історію синагоги, лавками для відвідувачів з символічною перфорацією, що зображає знаки зодіаку, що відображають орнаменти Великої синагоги, і рослинність: більше 20 видів дерев, чагарників і квітів. Це місце повинно забезпечити жителям і туристам спокій і місце для роздумів.
Дизайн парку покликаний нагадувати відвідувачам про форму синагоги. Навколо центру споруди і кам'яних плит архітектори створили контур храму у вигляді тонкого бордюру, що відокремлює центр парку від навколишньої зелені. Головним архітектурним елементом парку є мозаїка з сорока сірих кам'яних плит. Кожна з плиток розміром 120 х 220 см включає в себе «рельєфи», утворені заглибленнями різної глибини, зовнішній вигляд яких змінюється під впливом освітлення − зміни погоди, сонячного світла, дощу або снігу.
У парку також є експозиція із зображенням синагоги і просторовою моделлю синагоги, а також меморіальна дошка з інформацією про історію меморіального місця.

## Символізм

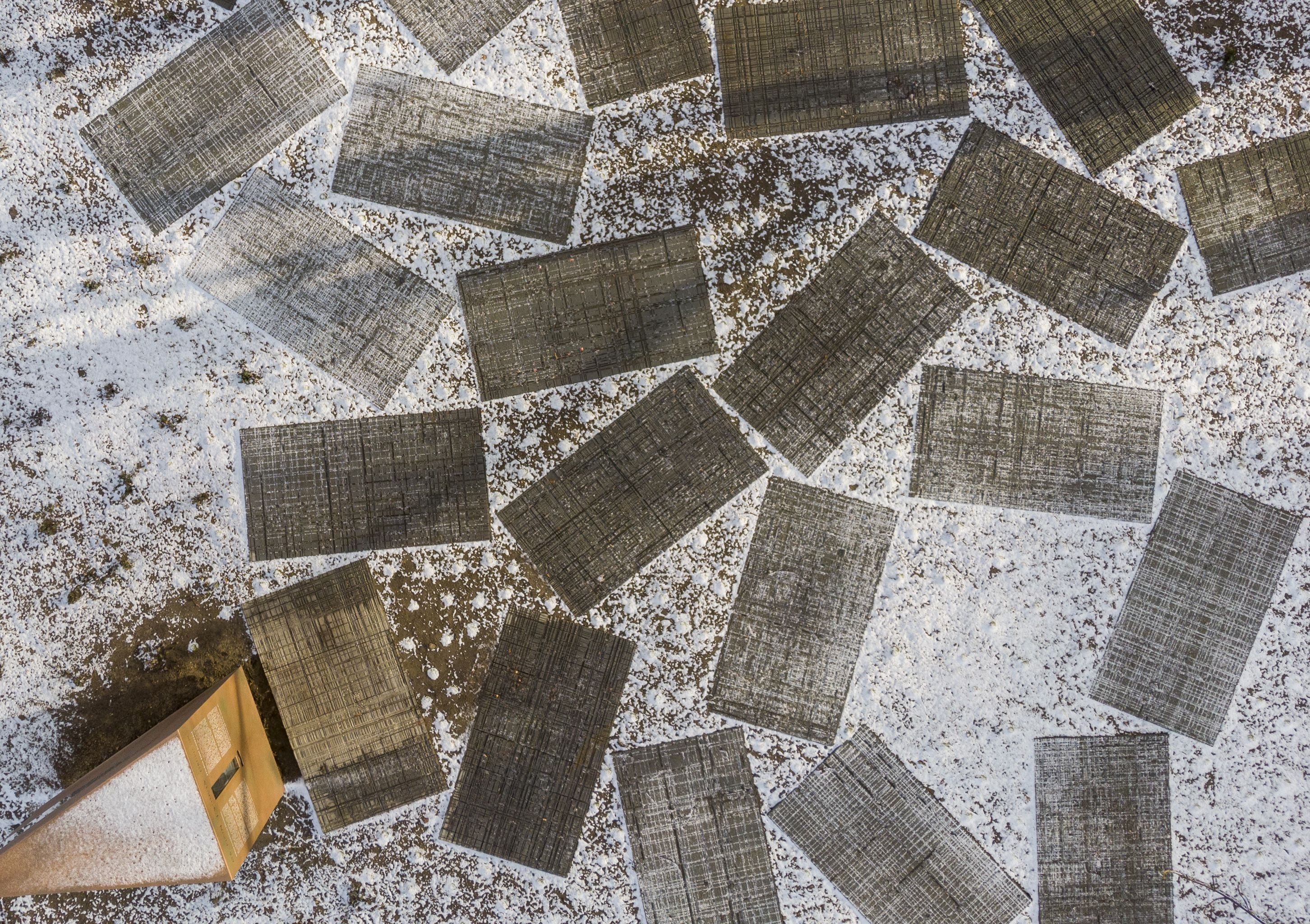
Кам'яні плити в парку

Гранітні плити, які раніше вважалися промисловими відходами, були обрані для ліній, створених, коли плити з піщаника служили основою для розкрою іншої сировини. Зарубки різної глибини перетинаються, це може бути прочитано як символічне представлення людських доль, що перетинаються і прямують в різних напрямках.
Парк також був створений для того, щоб нагадати людям про довоєнну мультикультурну історію Освенцима і традиції відкритості різним культурам, релігіям і традиціям.

## Архітектурні нагороди
Дизайн парку і його впровадження в міський простір отримали кілька номінацій і архітектурних нагород:
- Нагорода Малопольського воєводства;
- Конкурс Станіслава Віткевича «життя в архітектурі», « Кращий громадський простір Польщі в 2015—2019 рр.»;
- 1-ше місце в категорії «громадський природний простір», конкурс товариства Польських містобудівників.